# Charles Marionneau
Pour l’article ayant un titre homophone, voir Marionnaud Parfumeries.
Charles Claude Marionneau né le 18 août 1823 à Bordeaux, où il est mort le 13 septembre 1896, est un peintre, historien de l'art et archéologue français, membre de nombreuses sociétés savantes.

## Biographie

### Jeunesse à Bordeaux
Charles Marionneau est le fils du peintre François Marionneau (1795-1867) et d’Anne Aimée Chevalier (1802-1874). Il fait ses études à Bordeaux. Passionné d'art graphique, il entre à l’école municipale de dessin sous la direction de Pierre Lacour puis de Jean Alaux. C’est durant cette période qu’il se lie d’amitié avec l'artiste William Bouguereau.

### Formation à Paris
En 1846, Charles Marionneau part à Paris pour entrer à l’École des beaux-arts. Il fréquente les ateliers de Michel Martin Drolling, puis de François Antoine Léon Fleury, chez qui il rencontre le peintre Paul Baudry et l'architecte Charles Garnier.
Par deux fois, en 1852 et 1853, il concourt sans succès comme peintre paysagiste au prix de Rome, malgré un voyage en Italie. Il participe chaque année au Salon de Paris ainsi qu'aux Salons d'Angers, Nantes et Bordeaux. Il reçoit des médailles pour ses œuvres.

### L'archéologue et historien d'art
Le 20 septembre 1855, il épouse Françoise et s'installe avec elle à Vertou près de Nantes.
Vers 1860, de retour à Bordeaux, il se consacre à l’archéologie et à l’histoire de l’art. L'année suivante, en 1861, il publie Descriptions des œuvres d’art qui décorent les édifices publics de la ville de Bordeaux. Il rédige la biographie du peintre Jacques-Raymond Brascassat.
Il devient aussi le biographe de l'architecte Victor Louis, connu des Bordelais grâce au Grand Théâtre à la construction duquel il consacre son énergie.
En 1883, il publie Les Salons bordelais ou expositions des beaux-arts à Bordeaux au XVIIIe siècle (1771-1787).
Entre-temps, il revient régulièrement dans la région nantaise. De 1870 à 1871, il est maire de la commune de Vertou. Il se passionne pour l'archéologie. Ces travaux sont souvent suscités par l’actualité des découvertes archéologiques comme, en 1865, lors de la démolition de la chapelle Saint-Thomas à Nantes ou encore, en 1867, lors de la découverte de la crypte de l’abbatiale de Saint-Philbert-de-Grand-Lieu.
En 1892, pour le troisième centenaire de Michel de Montaigne, il prononce un discours d'ouverture de la séance publique du 24 novembre.

## Sociétés savantes
Les périodes auxquelles Charles Marionneau s'est investi au titre des sociétés savantes, sont les suivantes :
- 1852 : membre de la Commission des monuments et documents historiques ;
- 1856 : membre de la Société d’archéologie de la Loire-Inférieure ; membre de la Société française d'archéologie ;
- 1857 : membre de la Société des beaux-arts du Mans ;
- 1859 : membre de la Société des archives historiques de la Gironde ;
- 1861 : secrétaire national de l’Exposition nationale de Nantes, section des beaux-arts ;
- 1864 : secrétaire de la Commission de surveillance du musée des peintures de Nantes ;
- 1866 : membre de l’Institut des provinces de France ; membre de la Société des bibliophiles de Guyenne ; membre de la Commission des monuments historiques ;
- 1869 : membre correspondant national de la Société parisienne d’archéologie et d’histoire ;
- 1872 : secrétaire de l’Exposition des beaux-arts de Nantes ;
- 1873 : membre de la Commission de surveillance de la bibliothèque de Nantes ; membre fondateur de la Société archéologique de Bordeaux ;
- 1874 : président de la Société archéologique de Loire-Inférieure ;
- 1882 : officier de l’Instruction publique ; membre correspondant de l’Institut (section beaux-arts) ; membre de l’Académie nationale des sciences, belles-lettres et arts de Bordeaux ;
- 1882 et 1895 : organisateur de l’exposition de la Société philomathique de Bordeaux.

## Publications
- Charles Marionneau, Description des œuvres d'art qui décorent les édifices publics de la ville de Bordeaux, Bordeaux, Chaumas-Gayet, 1861, 568 p. (disponible sur Internet Archive).
- Description de l'église Saint-André de Bordeaux, librairie Chaumas-Gayet, Bordeaux, 1861.
- « L'abbatiale de Saint-Philbert-de-Grand-Lieu, notice historique et descriptive de l'église Saint-Philbert-de-Grand-Lieu (Loire-Inférieure) », extrait des Mémoires lues à la Sorbonne en 1868, 1868, 10 p.
- « Basilique Saint-Michel de Bordeaux », in Description des œuvres d'art qui décorent les édifices publics de la ville de Bordeaux, Bordeaux et Paris, 1861-1865, p. 249-346.
- Brascassat, sa vie son œuvre, éditions veuve J. Renouard, 1872.
- Frère André, artiste peintre de l'Ordre des frères prêcheurs, 1662-1753, lettres inédites et documents accompagnés de notes, d'un essai de catalogue des ouvrages de ce peintre et d'un portrait gravé à l'eau-forte par E. Moyse, Bordeaux, G. Gounouilhou, 1878.
- Victor Louis : architecte du Théâtre de Bordeaux, sa vie, ses travaux et sa correspondance, 1731-1800, Bordeaux, Impr. G. Gounouilhou, 1881, 608 p. (lire en ligne).

- Charles Marionneau, Jean-Louis Gintrac, peintre, dessinateur, lithographe, Gounouilhou, 1886, 16 p. (lire en ligne)

- « Une visite aux ruines du château de Montaigne », la Gironde littéraire et scientifique, 8 février 1885.
- Amédée Baudit, peintre paysagiste (1826-1890), Bordeaux, Imprimerie G. Gounouilhou, 1891.
- Les Salons Bordelais. Expositions des beaux-arts à Bordeaux au XXIIIe siècle (1771-1787), rééditions Nabu Presse, 2010.